# Institut d'étude des religions et de la laïcité
L'Institut d’étude des religions et de la laïcité (IREL), nommé jusqu'en juillet 2021 Institut européen en sciences des religions (IESR), est un organisme public de formation adossé au monde de la recherche, et un lieu expertise et de conseil sur l’histoire et l’actualité de la laïcité et des questions religieuses en France.
Il est l'un des instituts de l'École pratique des hautes études (EPHE-PSL). Il a été créé par l'arrêté de Luc Ferry du 26 juin 2002, à la suite des recommandations du rapport réalisé par le philosophe et médiologue Régis Debray sur « l’enseignement du fait religieux dans l’école laïque ».

## Missions
L'IREL a pour rôle de constituer un centre d'expertise et de conseil rigoureusement laïque chargé d'étudier la place et l’impact des questions religieuses dans la société. Il s'appuie sur le personnel et les ressources de la section des Sciences religieuses de l'EPHE. Dans cette optique, l'Institut met en place des formations sur les questions de faits religieux et laïcité à destination du personnel enseignant et des autres personnels de la fonction publique ; il organise des séminaires et colloques thématiques sur la mise en œuvre de l'enseignement du fait religieux en France et en Europe, ainsi que des cours du soir ouverts à tous. Il offre également des ressources en ligne (fiches pédagogiques) sur des thèmes ou des ouvrages relatifs aux différentes religions et à la laïcité en lien avec les programmes scolaires français. Par ailleurs, il prend en charge le pilotage d'un master professionnel de l'EPHE sur « Religions et laïcité dans la vie professionnelle et associative »,, et participe à des programmes européens comme REDCo (2006-2009), IERS (2013-2016) et SORAPS (2016-2019).

## Direction
Les directeurs successifs de l'IREL sont :
- Claude Langlois (2002-2005)
- Jean-Paul Willaime (2005-2010)
- Isabelle Saint-Martin (2011-2018)
- Philippe Gaudin (2019-2024), agrégé de philosophie et docteur de l’EPHE[4]
- Dominique Avon (depuis 2024), historien, directeur d'études à l'EPHE

Son conseil de direction a été présidé successivement par :
- Régis Debray (2002-2005)
- Dominique Borne (2005-2013)
- Gérald Chaix (2013-2017), historien de l'époque moderne et ancien recteur d'académie
- Didier Leschi (depuis janvier 2018), préfet, actuel directeur de l’Office français de l'immigration et de l'intégration (OFII), et ancien chef du Bureau central des cultes au ministère de l'Intérieur[5]